# Jean-Louis-Pierre Arachequesne
Jean-Louis-Pierre Arachequesne, né le 8 juillet 1793 à Compiègne et mort le 4 mai 1867 à Paris, est un peintre français.

## Biographie
Jean-Louis-Pierre Arachequesne est le fils de Pierre Arachequesne, marchand de draps, et de Jeanne Martine Votrot.

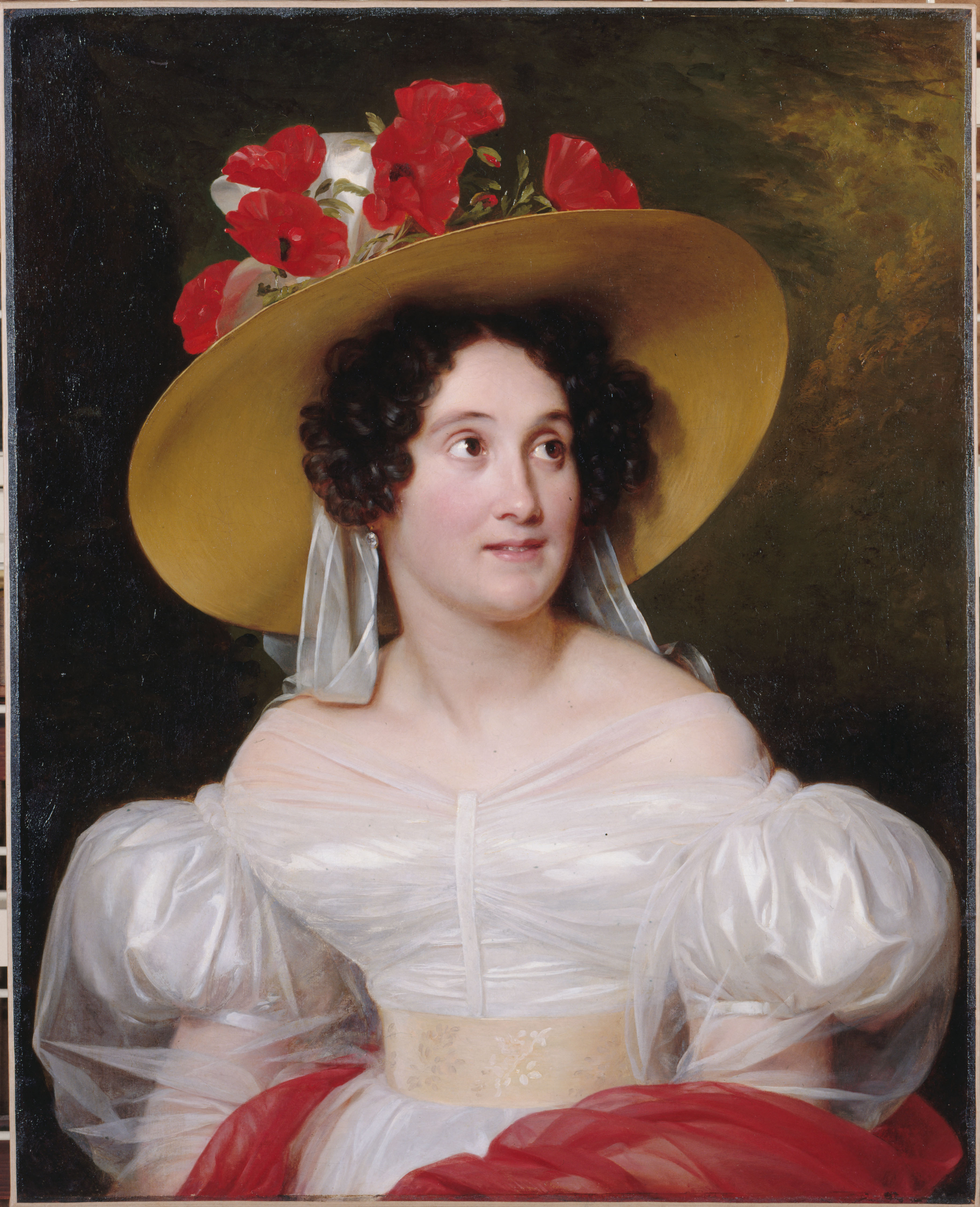
Portrait de madame Arachequesne, par Louis Hersent (1831). Musée Carnavalet, Paris.

En 1814, il épouse Louise Marie Élisabeth Capitaine.
Élève de Pierre-Narcisse Guérin et de François Édouard Picot, il expose au Salon de 1825 à 1836. 
Il obtient le poste d'inspecteur municipal des écoles primaires du 11e arrondissement de Paris.
Il devient maire de Compiègne de 1853 à 1863.
Il meurt à l'âge de 74 ans à son domicile de la rue Saint-Lazare. Il est inhumé le 6 mai 1867 au cimetière du Montparnasse, puis déplacé à Compiègne.

## Participation aux Salons parisiens
- L’aumône, au Salon de 1825 (Douai)
- Une femme apportant du pain à un chien, au Salon de 1825 (Douai)
- Le billet de logement, au Salon de 1827
- Trait de courage et d'humanité de M. d'Apchon, évêque d'Auch, au Salon de 1831
- Une mère imposant une pénitence à la plus jeune de ses filles, au Salon de 1831
- Une novice assistant pour la première fois à un pansement, au Salon de 1831
- Souvenirs de deux vieux époux, au Salon de 1833
- Consultation, au Salon de 1835
- Portrait de Mlle M. H., au Salon de 1835
- Une mère mourante recommande sa fille à son amie, au Salon de 1835
- Le chapeau rose, au Salon de 1836

## Distinctions
- Chevalier de la Légion d'honneur (en 1846)
- Officier de la Légion d'honneur (en 1862)